# Wings de la Virginie
Les Wings de la Virginie sont une franchise professionnelle de hockey sur glace de la Ligue américaine de hockey qui a existé de 1971 à 1975.

## Histoire
Basés à Norfolk en Virginie, les Wings ont d'abord été connu pendant une saison sous le nom de Wings de Tidewater avant de prendre le nom de Wings de la Virginie. Leur nom est dû à leur affiliation aux Red Wings de Détroit.
Ils remportèrent la division South en 1975 et cessèrent leurs activités cette même année.

## Statistiques
| Saison    | PJ | V  | D  | N  | DP | Pts | BP  | BC  | Classement Final | Séries éliminatoires, |
| --------- | -- | -- | -- | -- | -- | --- | --- | --- | ---------------- | --------------------- |
| 1971-1972 | 76 | 22 | 45 | 9  | -- | 53  | 197 | 275 | 6e West          | Non qualifiés         |
| 1972-1973 | 76 | 38 | 22 | 16 | -- | 92  | 258 | 221 | 3e West          | Éliminés en 2e ronde  |
| 1973-1974 | 76 | 22 | 44 | 10 | -- | 54  | 216 | 307 | 6e South         | Non qualifiés         |
| 1974-1975 | 75 | 31 | 31 | 13 | -- | 75  | 254 | 250 | 1er South        | Éliminés en 1re ronde |

## Entraîneurs
- Johnny Wilson 1971-1972
- Larry Jeffrey 1971-1972
- Doug Barkley 1971-1973 et 1974-1975
- Bob Lemieux 1973-1974